# Dolnje Vreme
Dolnje Vreme je naselje v Občini Divača.